# Thestor rooibergensis
The Rooiberg Skolly (Thestor rooibergensis) là một loài bướm ngày thuộc họ Bướm xanh. Nó được tìm thấy ở Nam Phi, nơi nó được tìm thấy ở fynbos covered các sườn núi in the Rooiberg area above Ladismith in the West Cape.
Sải cánh dài 26–28 mm đối với con đực và 27–29 mm đối với con cái. Con trưởng thành bay từ the tháng 9 đến tháng 12, nhiều nhất vào tháng 10. Có một lứa một năm.